# Sparfell Luftfahrt

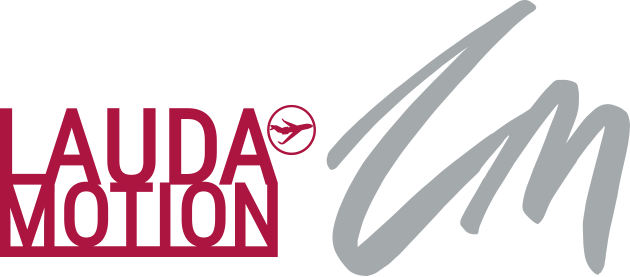
Ehemaliges Unternehmenslogo der Laudamotion Executive

Sparfell Luftfahrt (ehemals Laudamotion Executive) ist eine österreichische Fluggesellschaft, die Charterflüge mit Geschäftsreiseflugzeugen anbietet.

## Geschichte

### Laudamotion Executive
Die 2004 als Amira Air gegründete und nach dem Verkauf an Niki Lauda in Laudamotion unbenannte Firma erhielt im Jänner 2018 den Zuschlag für die insolvente Niki Luftfahrt. Im Februar 2018 wurde Laudamotion Executive als Tochtergesellschaft der jetzt Airbus A320 betreibenden Laudamotion gegründet und das Geschäftskundensegment dorthin überführt. Seit April 2018 ist Laudamotion Executive keine Laudamotion-Tochter mehr, sondern gehört direkt der Holding von Niki Lauda.
Anfang Juli 2019 wurde das Unternehmen von der Sparfell Aviation Group übernommen. Letztere hatte sich ursprünglich lediglich über eine Kapitalerhöhung an Laudamotion Executive beteiligen wollen, entschied sich jedoch nach dem Tod von Niki Lauda für die komplette Übernahme des Unternehmens. Sparfell gab bekannt, Flotte und die zu diesem Zeitpunkt beschäftigten 60 Mitarbeiter beibehalten zu wollen.

### Sparfell Luftfahrt
Am 10. Dezember 2020 wurde Laudamotion Executive in Sparfell Luftfahrt umbenannt.

## Flotte

### Aktuelle Flotte
Die Flotte umfasst mit Stand Juli 2022 folgende 20 Flugzeuge:
| Kennzeichen | Flugzeugtyp                                 | Sitzplätze | Anmerkung |
| ----------- | ------------------------------------------- | ---------- | --------- |
| OE-FLI      | Cessna Citations CJ1 (525A)                 | 5          |           |
| OE-FXM      | Cessna Citations CJ2+ (525A)                | 6          |           |
| OE-GCH      | Citation Bravo                              | 6          |           |
| OE-GDF      | Embraer EMB-505 (Phenom 300)                | 8          |           |
| OE-HPL      | Embraer EMB-550 (Praetor)                   | 10         |           |
| F-HYRL      | Embraer Embraer Phenom 100                  | 4          |           |
| F-HBOD      | Embraer Embraer Phenom 100                  | 6          |           |
| OE-HCU      | Bombardier Challenger 300(BD100-1A10)       | 8          |           |
| OE-HVV      | Bombardier Challenger 300(BD100-1A10)       | 8          |           |
| OE-LDP      | Bombardier Global Express BD-700-2A12       | 14         |           |
| OE-HAA      | Bombardier Challenger 350(BD100-1A10)       | 8          |           |
| OE-HHH      | Bombardier Challenger 350(BD100-1A10)       | 8          |           |
| OE-HPG      | Bombardier Challenger 350(BD100-1A10)       | 8          |           |
| OE-ILK      | Bombardier GlobalXRS                        | 14         |           |
| T7-SFG      | Bombardier Challenger CL 600-2B16           | 12         |           |
| OE-LTF      | Gulfstream Aerospace Corporation GVI (G650) | 13         |           |
| OE-LZM      | Dassault Falcon 7X                          | 12         |           |
| OE-LHA      | Dassault Falcon 7X                          | 14         |           |

### Ehemalige Flugzeugtypen
| Kennzeichen OE- | Flugzeugtyp               | Bezeichnung | Sitzplätze | Quelle      | Anmerkung            |
| --------------- | ------------------------- | ----------- | ---------- | ----------- | -------------------- |
| HDC             | Bombardier Challenger 300 | BD100-1A10  |            | [ 6 ] [ 5 ] |                      |
| HDI             | Bombardier Challenger 300 | BD100-1A10  | 9          | [ 6 ]       |                      |
| HDU             | Bombardier Challenger 300 | BD100-1A10  |            | [ 6 ]       |                      |
| ILK             | Bombardier Global Express | BD-700-1A10 |            | [ 6 ]       |                      |
| IRB             | Bombardier Global Express | BD-700-1A10 |            | [ 6 ]       | Laura Privatstiftung |
| IXG             | Bombardier Global Express | BD-700-1A10 |            | [ 6 ]       |                      |
| IRP             | Bombardier Global Express | BD-700-1A10 | 12         | [ 6 ]       |                      |
| LII             | Bombardier Global 6000    | BD-700-1A10 |            | [ 6 ] [ 7 ] | Niki Lauda Privat    |
| IIX             | Bombardier Challenger 600 | CL 600-2B16 |            | [ 6 ]       |                      |
| IXI             | Bombardier Challenger 600 | CL 600-2B16 |            | [ 6 ]       |                      |
| IIL             | Bombardier Global 7500    | BD-700-1A12 | 19         | [ 6 ]       | Niki Lauda Privat    |
| IRB             | Bombardier Global 7500    | BD-700-1A12 | 14         | [ 6 ]       |                      |